# Darío Siviski
Darío Andrés Siviski (né le 20 décembre 1962 à Avellaneda en Argentine) est un joueur de football international argentin d'origine polonaise, qui évoluait au poste de milieu de terrain.

## Biographie

### Carrière en sélection
Avec l'équipe d'Argentine, il dispute 6 matchs (pour aucun but inscrit) entre 1987 et 1988. Il figure notamment dans le groupe des sélectionnés lors de la Copa América de 1987.
Il dispute également les JO de 1988.